# Gabriel Fuentes
Gabriel Rafael Fuentes Gómez (Santa Marta, 6 febbraio 1997) è un calciatore colombiano, difensore del Fluminense.

## Caratteristiche tecniche
È un terzino sinistro.

## Carriera

### Club
Cresce nel Barranquilla Fútbol Club, con cui nel debutta nel campionato colombiano di Primera B, il 17 agosto 2014 nel pareggio a reti inviolate in casa del Cúcuta Deportivo.
Nel 2018 passa all'Atlético Junior, nella massima serie.
Nella stagione 2022-2023 intraprende un'esperienza nel calcio europeo, giocando in prestito al Real Saragozza per una stagione nella Segunda División spagnola. Dopo 22 presenze, a fine anno fa ritorno al Junior. Nel 2024 si trasferisce in Brasile, al Fluminense FC.

### Nazionale
Con la nazionale Under-20 colombiana ha preso parte al campionato sudamericano 2017.